# Chris Hillman

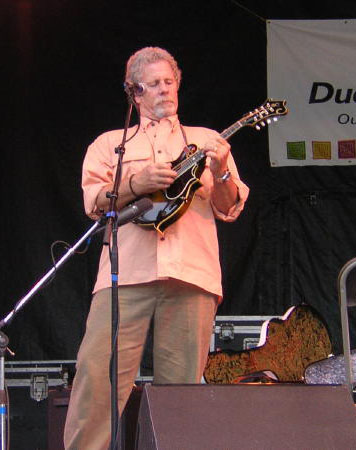
Chris Hillman, 2004

Chris Hillman (* 4. Dezember 1944 in Los Angeles) ist ein US-amerikanischer Musiker, der als einer der wichtigsten Wegbereiter des Country-Rock gilt. Der breiten Öffentlichkeit ist er vor allem als Bassist der Band The Byrds bekannt.

## Karriere

### Anfänge
Chris Hillman begann als Bluegrass-Musiker. Mit ein paar Schulfreunden gründete er 1961 die Scottsville Squirrel Barkers. Hier spielte er Mandoline. Nur wenig später schloss er sich den Golden Gate Boys um Rex und Vern Gosdin an. Die Gruppe benannte sich mehrmals um. Unter dem Namen The Hillmen wurde 1963 eine gleichnamige LP produziert. Dann ging man auseinander.

### Bassist bei den Byrds
In Los Angeles hatten sich die hochtalentierten Musiker David Crosby, Gene Clark und Roger McGuinn zu den Beefeaters zusammengefunden. 1964 beschloss man, eine Rhythmusgruppe hinzuzufügen. Ausgewählt wurden Michael Clarke als Drummer und Chris Hillman als Bassist. Nach der Umbenennung in The Byrds schafften sie gleich mit ihrer ersten Single, Mr. Tambourine Man, einen Welthit.
Der stille Hillman blieb als Bassist hinter den permanent um die musikalische Vorherrschaft kämpfenden Crosby, Clark und McGuinn fast unbeachtet im Hintergrund. Als Country-Mann hatte er nur wenig Möglichkeiten, die Richtung mitzubestimmen. Das änderte sich erst, als zunächst Clark und dann Crosby die Byrds verlassen hatten. Hillman gelang es, den geistesverwandten Gram Parsons in die Band aufnehmen zu lassen. Gemeinsam konnten sie gegen den Willen McGuinns die Byrds auf Countrymusik umorientieren. 1968 wurde mit Sweetheart of the Rodeo ein Album produziert, das als Auslöser des kalifornischen Country-Rock gilt.

### Gitarrist bei den Flying Burrito Brothers und Manassas

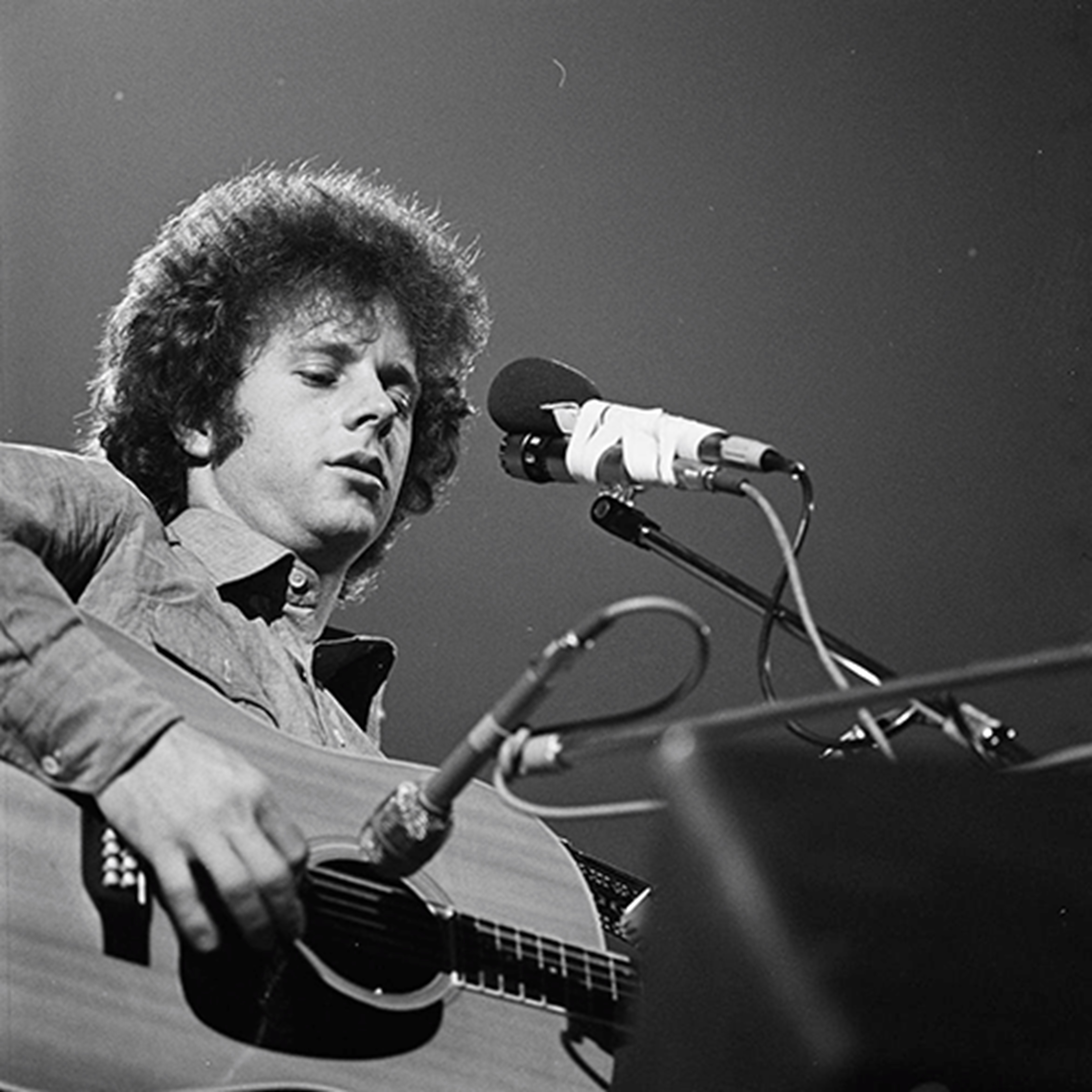
Chris Hillman, 1972

Parsons verließ die Band noch vor Veröffentlichung von Sweetheart of the Rodeo und schloss sich den Flying Burrito Brothers an. Hillman folgte ein paar Monate später. Bei den Burritos wurde der Country-Rock der Byrds nahezu unverändert beibehalten. 1969 wurde mit dem Album The Gilded Palace of Sin ein weiterer Meilenstein dieses neuen Genres eingespielt.
Der sprunghafte Parsons trennte sich 1971 von den Burritos. Die Band verlor ohne das musikalische Genie deutlich an Qualität. Nach zwei unbefriedigenden Alben verließ auch Hillman die Band und schloss sich der von Stephen Stills formierten Gruppe Manassas an. Obwohl hier namhafte Musiker versammelt waren und die Band mit ihrem ersten Album, Manassas (1972), sehr erfolgreich war, blieb ihr eine große Zukunft versagt: Sie trennte sich schon 1973.
Nach dem Ende von Manassas gründete Hillman mit J. D. Souther und Richie Furay die Souther-Hillman-Furay Band, die aber auch nur kurzen Bestand hatte und sich nach zwei Platten wieder auflöste. Unter seinem eigenen Namen wurden mit Slippin’ Away und Clear Sailin’ zwei Alben produziert. In den folgenden Jahren arbeitete er immer wieder kurzzeitig mit ehemaligen Byrds-Mitgliedern zusammen; so entstanden Ende der 1970er Jahre aus der neuerlichen Zusammenarbeit mit Roger McGuinn und Gene Clark die drei Alben McGuinn, Clark & Hillman, City und McGuinn – Hillman. Allerdings war auch dieser Formation kein längerer Bestand beschieden.

### Frontmann der Desert Rose Band
1982 veröffentlichte Chris Hillman mit Morning Sky und 1984 mit Desert Rose weitere Soloalben. Danach arbeitete er einige Male mit den Sessionmusikern Herb Pedersen, John Jorgenson und Bill Bryson zusammen. 1986 entstand daraus die Desert Rose Band. Weitere Mitglieder der Gruppe waren Steve Duncan und Jay Dee Maness.
Zum ersten Mal in seiner Karriere stand Hillman an vorderster Position – und diesmal hatten er und seine Mitstreiter Erfolg. Mehrere Alben und Singles konnten sich in den Charts platzieren. Drei Songs erreichten gar die Spitze der Country-Charts. Ab Anfang der neunziger Jahre ließen die Verkaufszahlen nach und es gab personelle Umbesetzungen. Ein Jahr später löste sich die Band auf.

## Diskografie

### Alben
- 1973: Manassas (mit Stephen Stills Manassas)
- 1976: Slippin’ Away
- 1977: Clear Sailin’
- 1978: Ever Call Ready
- 1980: McGuinn – Hillman (mit Roger McGuinn)
- 1982: Morning Sky
- 1984: Desert Rose
- 1985: High Country Snows (mit Dan Fogelberg)
- 1990: Pages of Life
- 1996: Bakersfield Bound (mit Herb Pedersen)
- 1997: Out of the Woodwork (mit Herb Pedersen)
- 1997: Rice, Rice, Hillman & Pedersen
- 1998: Like a Hurricane
- 2001: Running Wild (Rice, Rice, Hillman & Pedersen)
- 2003: Way Out West (mit Herb Pedersen)
- 2005: The Other Side
- 2010: At Edwards Barn (mit Herb Pedersen)
- 2017: Bidin' My Time

### Kompilationen
- 1995: Sixteen Roses: Greatest Hits
- 2014: Live at the Boarding House

### Singles
- 1976: Love Is the Sweetest Amnesty
- 1977: Clear Sailin’
- 1980: Turn Your Radio On
- 1989: You Ain’t Going Nowhere
- 1991: Will This Be the Day
- 1991: Come a Little Closer